# Crandola Valsassina

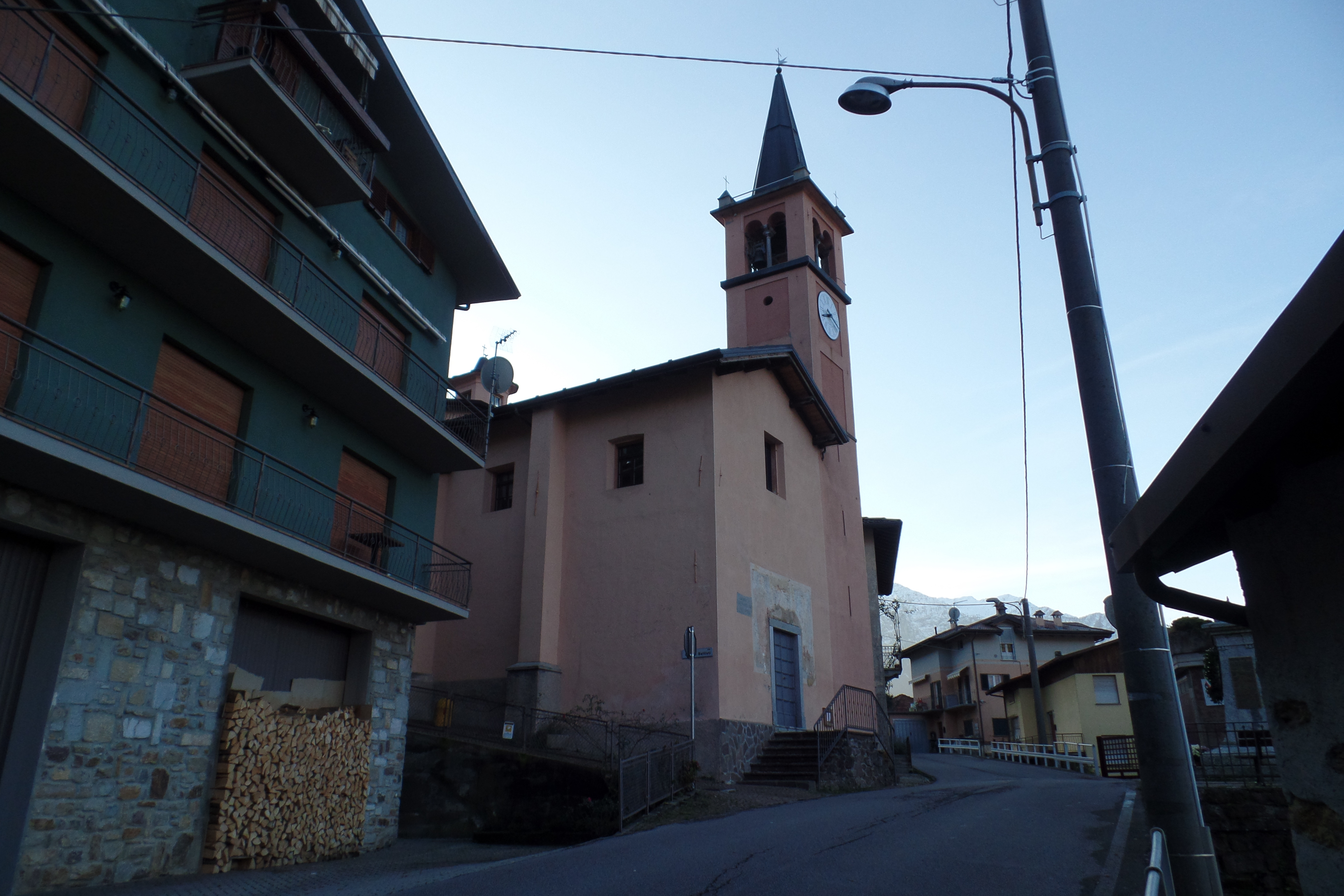
Pfarrkirche Sant’Antonio Abate

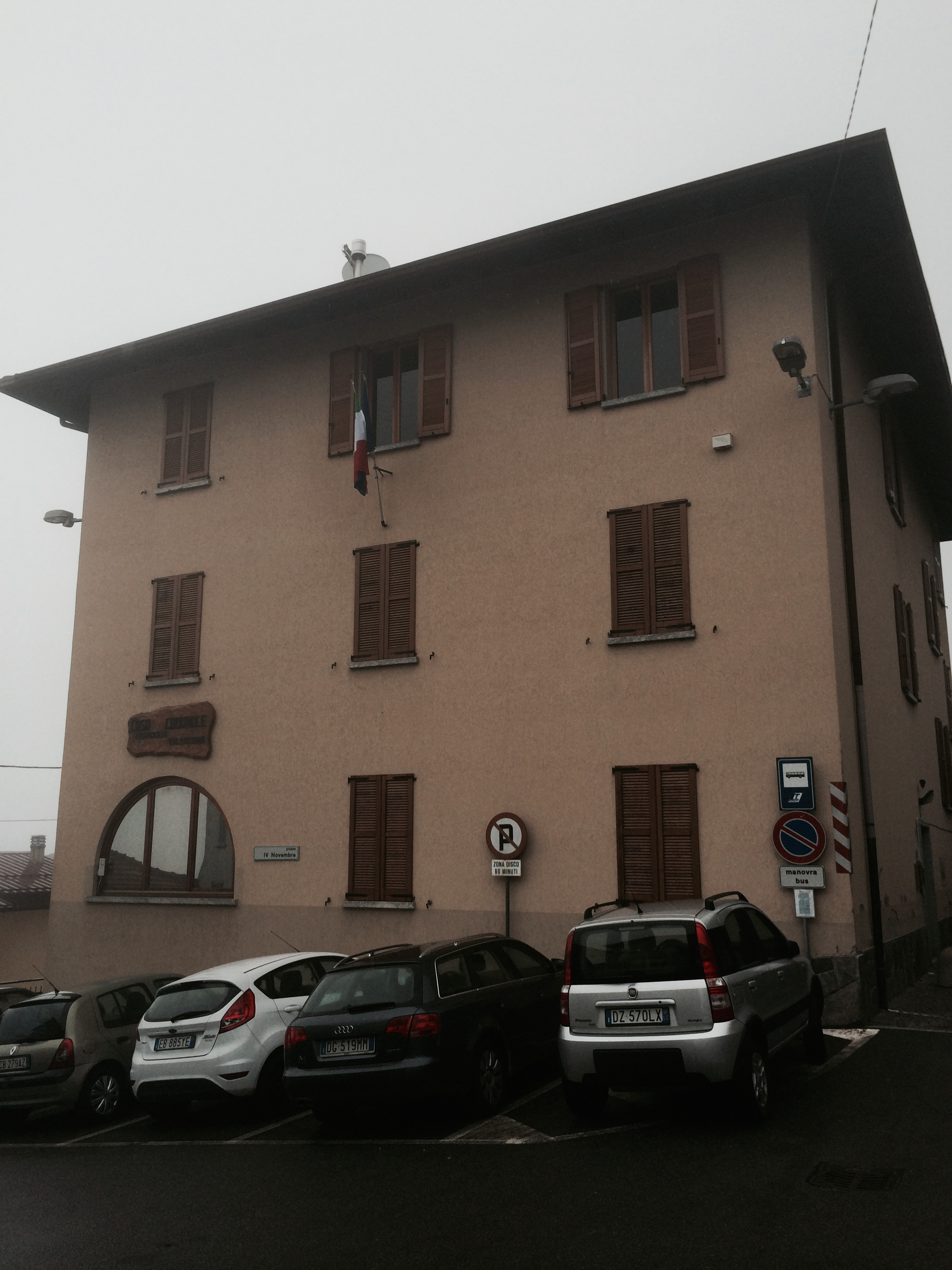
Gemeindehaus

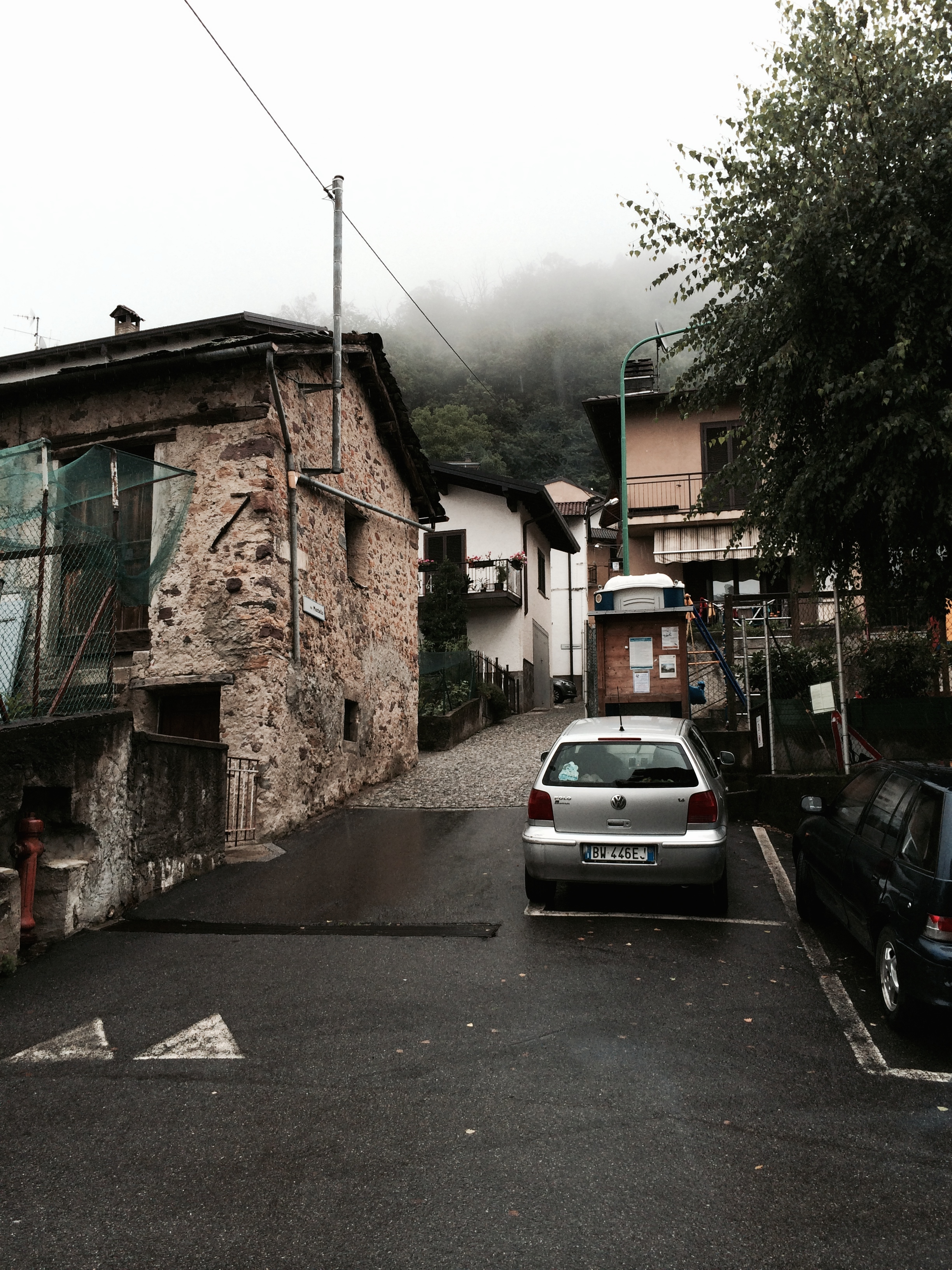
Crandola Valsassina

Crandola Valsassina ist eine Gemeinde in der Provinz Lecco in der italienischen Region Lombardei mit 264 Einwohnern (Stand 31. Dezember 2023). 

## Geographie
Crandola Valsassina liegt etwa 20 km nördlich der Provinzhauptstadt Lecco und 60 km nordöstlich der Millionen-Metropole Mailand. Im Jahr 1971 hatte die Gemeinde Crandola Valsassina eine Fläche von 881 Hektar.
Die Nachbargemeinden sind Casargo, Cortenova, Margno, Primaluna und Taceno.

## Geschichte
Die Gemeinde Crandola gehörte schon in der Antike zum Valsassina, als Teil der Chignolo-Gruppe. Im Laufe des Jahres 1415 wurden die Bürgermeister und Prokuratoren der einzelnen Ländereien des Valsassina, darunter auch Crandola, nach Mailand gerufen, um dem Herzog Filippo Maria Visconti die Treue zu schwören. Im Grundbuch des Herzogtums Mailand von 1558 und in den folgenden Aktualisierungen bis zum 17. Jahrhundert wird Crandola unter den Ländereien des Valsassina aufgeführt. In einem Prospekt aus dem Jahr 1572 (Terre Ducato di Milano, 1572), in dem alle Ländereien des Herzogtums Mailand und andere, die mit ihnen für die Salzsteuer besteuert werden, aufgeführt sind, wird Grandola (Crandola) unter den infrascritte comuni des Valsassina genannt. Aus den vom Provinzbürgermeister Michel’Angelo Manzone im 18. Jahrhundert gesammelten Gewohnheitsregeln über die Regierung des Valsassina und aus den Antworten auf die 45 Fragen der königlichen Volkszählung von 1751 geht hervor, dass Crandola in der Gemeinde Chignolo zu den Gemeinden (oder Gemeinschaften, aber auch einfach als Land oder Ort bezeichnet) gehörte, die der allgemeinen Gemeinde des Valsassina unterstellt waren. 
Alle Gemeinden, die zur allgemeinen Gemeinschaft gehörten, wurden von einem Konsul regiert, der in der Regel auf der Bank des Podestà in Introbio den Eid ablegte, und von ihren eigenen Bürgermeistern, die von den jeweiligen Stadtvierteln gewählt wurden und für die Verwaltung und den Erhalt des Gemeindeguts verantwortlich waren; oft hatten die Gemeinden auch einen Kanzler, der die Umlagen festlegte (eine Aufgabe, die sonst dem Bürgermeister oblag), und einen Eintreiber, der diese Aufgabe durch einen Vertrag mit der einzelnen Gemeinde erhielt. Im Zuge der territorialen Aufteilung, die auf die Reform der Regierung des Staates Mailand im Dezember 1755 folgte und der eine Politik der Zusammenlegung der Gemeinden vorausging, die bereits 1753 (Indice pievi Stato di Milano, 1753) festgelegt worden war, wurde Vegno mit Crandola zusammengelegt.
Mit der Aktivierung der Gemeinden der Provinz Como, gemäß der territorialen Aufteilung des Königreichs Lombardo-Venetien (Mitteilung vom 12. Februar 1816), wurde die Gemeinde Crandola con Vegno in den Bezirk X von Taceno aufgenommen. Crandola con Vegno, eine Gemeinde mit einer Vorladung, wurde im Bezirk X von Introbio (ehemals Taceno) durch die spätere territoriale Aufteilung der lombardischen Provinzen bestätigt (Mitteilung vom 1. Juli 1844). Im Jahr 1853 (Anmeldung vom 23. Juni 1853) wurde Crandola mit dem Ortsteil Vegno, Gemeinde mit einer Generalversammlung und 380 Einwohnern, im Bezirk XV von Bellano aufgenommen.
Nach der vorübergehenden Vereinigung der lombardischen Provinzen mit dem Königreich Sardinien wurde die Gemeinde Crandola Valsassina mit 381 Einwohnern, die von einem Rat mit fünfzehn Mitgliedern und einem Rat mit zwei Mitgliedern verwaltet wird, gemäß der durch das Gesetz vom 23. Oktober 1859 festgelegten Gebietsaufteilung in den Bezirk II von Introbio, Bezirk III von Lecco, Provinz Como, eingegliedert.
Bei der Gründung des Königreichs Italien im Jahr 1861 hatte die Gemeinde 403 Einwohner (Volkszählung 1861). Nach dem Gemeindegesetz von 1865 wurde die Gemeinde von einem Bürgermeister, einer Junta und einem Rat verwaltet. Im Jahr 1867 wurde die Gemeinde in denselben Bezirk, Kreis und dieselbe Provinz eingegliedert (Verwaltungsbezirk 1867). Im Jahr 1924 wurde die Gemeinde in den Bezirk Lecco der Provinz Como eingegliedert. Nach der Gemeindereform im Jahr 1926 wurde die Gemeinde von einem Podestà verwaltet. Im Jahr 1928 wurde die Gemeinde Crandola Valsassina mit der Gemeinde Margno zusammengelegt. Im Jahr 1957 wurde die autonome Gemeinde Crandola Valsassina durch Abtrennung ihres Gebiets von der Gemeinde Margno neu gebildet. Nach geltendem Recht wurde die Gemeinde von einem Bürgermeister, einer Junta und einem Rat verwaltet. Bis 1962 behielt die Gemeinde den Namen Crandola, danach nahm sie den Namen Crandola Valsassina an.

## Bevölkerung
| Bevölkerungsentwicklung | Bevölkerungsentwicklung | Bevölkerungsentwicklung | Bevölkerungsentwicklung | Bevölkerungsentwicklung | Bevölkerungsentwicklung | Bevölkerungsentwicklung | Bevölkerungsentwicklung | Bevölkerungsentwicklung | Bevölkerungsentwicklung | Bevölkerungsentwicklung | Bevölkerungsentwicklung | Bevölkerungsentwicklung | Bevölkerungsentwicklung | Bevölkerungsentwicklung | Bevölkerungsentwicklung | Bevölkerungsentwicklung |
| ----------------------- | ----------------------- | ----------------------- | ----------------------- | ----------------------- | ----------------------- | ----------------------- | ----------------------- | ----------------------- | ----------------------- | ----------------------- | ----------------------- | ----------------------- | ----------------------- | ----------------------- | ----------------------- | ----------------------- |
| Jahr                    | 1861                    | 1871                    | 1881                    | 1901                    | 1921                    | 1931                    | 1936                    | 1951                    | 1961                    | 1971                    | 1981                    | 1991                    | 2001                    | 2011                    | 2022                    |                         |
| Einwohner               | 403                     | 403                     | 470                     | 363                     | 403                     | 429                     | 315                     | 306                     | 259                     | 257                     | 250                     | 256                     | 259                     | 273                     | 269                     |                         |
| Quelle: ISTAT           |                         |                         |                         |                         |                         |                         |                         |                         |                         |                         |                         |                         |                         |                         |                         |                         |

## Sehenswürdigkeiten
- Kirche Sant’Antonio Abate. Im Inneren der Kirche sind Fresken aus dem späten 16. Jahrhundert und Statuen aus dem 17. Jahrhundert erhalten.
- Kirche San Giovanni Battista auf der Grundlage einer früheren Kapelle, die nach den Aufzeichnungen des Pastoralbesuchs von Erzbischof Karl Borromäus im Jahr 1582 wiederaufgebaut,.